# High-Deck-Siedlung

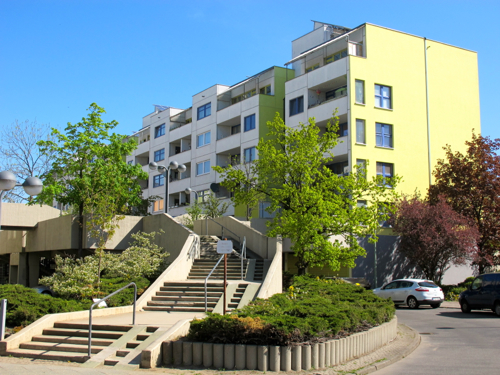
High-Deck-Siedlung Berlin-Neukölln

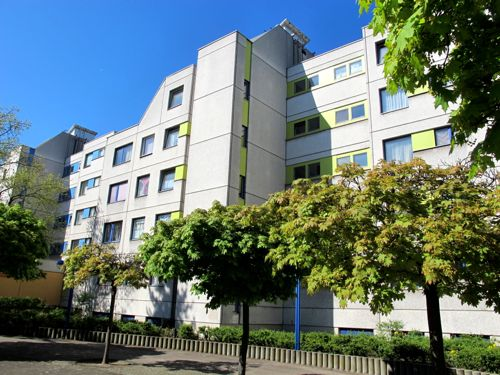
High-Deck-Siedlung Berlin-Neukölln

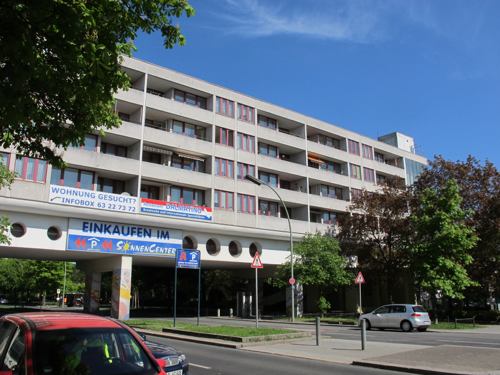
Sonnencenter, High-Deck-Siedlung Berlin-Neukölln

High-Deck-Siedlung är ett stort bostadsområde, Großsiedlung, med 6 000 invånare i stadsdelen Neukölln i Berlin. 
Området byggdes på 1970- och 1980-talet som en del i Västberlins allmännyttiga byggande. Området utmärker sig, och har fått sitt namn från idén att ha trafikseparering mellan fotgängare och fordonstrafik. Gatorna med över 1000 parkeringsplatser och garage ligger under själva bostäderna, de så kallade High-Decks. Det som en gång i tiden såg som innovativt ses numera som ett arkitektoniskt misslyckande. När området byggdes var våningarna eftertraktade men under 1990-talet förändrades området och blev en så kallad social brännpunkt med sociala problem.
High-Deck-Siedlung skapades precis som flera andra områden för att råda bot på bostadsbristen i Västberlin under 1960-talet. Västberlins stad valde att bygga moderna områden i stadens ytterkanter, bland annat byggdes Gropiusstadt och Märkisches Viertel under 1960-talet. Under 1970-talet följde High-Deck-Siedlung, Dammwegsiedlung och Weiße Siedlung. För High-Deck-Siedlung utlystes en arkitekturtävling 1970 som vanns av Rainer Oefelein och Bernhard Freund. Området kom att vara innovativt genom sina lösningar men också genom att man lämnade höghuskonceptet, höghusen i Gropiusstadt och Märkisches Viertel hade hamnat i kritik. 